# Куратица
Куратица или понякога Курайца (на македонска литературна норма: Куратица) е село в община Охрид на Северна Македония.

## География
Селото е разположено на 22 километра североизточно от Охрид в подножието на връх Мазатар.

## История
През 1840 година в селото свещеник е поп Чутура, който служи на български език.
В „Етнография на вилаетите Адрианопол, Монастир и Салоника“, издадена в Константинопол в 1878 година и отразяваща статистиката на населението от 1873 година Куратица (Kouratitza) е посочено като село с 25 домакинства със 78 жители българи.
Според статистиката на Васил Кънчов („Македония. Етнография и статистика“) от 1900 година Куратица е населявано от 395 жители, всички българи християни.
На Етнографската карта на Битолския вилает на Картографския институт в София от 1901 година Куратица е чисто българско село в Охридската каза на Битолския санджак с 45 къщи.
В началото на XX век цялото население на селото е под върховенството на Българската екзархия. На 30-31 август 1903 г. по време на Илинденско-Преображенското въстание бежанският лагер на българи от 18 села е нападнат от 9000-на турска войска с артилерия. В неравен бой въстаниците начело с Аргир Маринов, които наброяват само 117 души, загиват. В клането намират смъртта си близо 200 българи. По данни на секретаря на екзархията Димитър Мишев („La Macédoine et sa Population Chrétienne“) в 1905 година в Курапища има 464 българи екзархисти.
При избухването на Балканската война 12 души от Куратица са доброволци в Македоно-одринското опълчение.
Църквата „Свети Никола“ е изградена в 1937 година. На 2 юни 1997 година митрополит Тимотей Дебърско-Кичевски осветява темелния камък, а на 11 октомври 1999 година и готовата църква „Свети Димитър“. На 28 април 2001 година владиката Тимотей осветява темелния камък на църквата „Успение на Пресвета Богородица“.
Според преброяването от 2002 година селото има 326 жители северномакедонци.
| Националност     | Всичко |
| северномакедонци | 326    |
| албанци          | 0      |
| турци            | 0      |
| роми             | 0      |
| власи            | 0      |
| сърби            | 0      |
| бошняци          | 0      |
| други            | 0      |

На 13 и 14 януари се провежда Куратишкият карнавал.

## Личности
Родени в Куратица
- Андон Фиданов, български революционер от ВМОРО, четник на Божин Димитров[9]
- Велян Иванов Георгиев, български революционер от ВМОРО[10]
- Войдин Стефанов Аврамов, български революционер от ВМОРО[11]
- Ефтим Котев, български революционер от ВМОРО, четник на Божин Димитров[9]
- Ефтим Танев Аврамов (1863 - 1948), български революционер от ВМОРО[11]
- Йове Сърбинов, български революционер, деец на ВМОРО
- Найде Янев Аврамов, български революционер от ВМОРО[11]
- Сандре Димитров (Димов) Котев, български революционер от ВМОРО, четник на Божин Димитров[9][12]
- Стоян Петковски, български революционер, участник в Охридското съзаклятие, жив към 1918 г.[13]
- Христо Степанов Андрев, български революционер от ВМОРО[11]
- Христо Пековски, български революционер, деец на ВМОРО
- Христо Цветков Аврамов, български революционер от ВМОРО[11]
- Цветко Петрев Аврамов, български революционер от ВМОРО[11]

Починали в Куратица
- Андон Узунов (? – 1903), български революционер
- Аргир Маринов (Маринчев, 1870 – 1903), български просветен деец и революционер
- Христо Пармаков (1879 – 1903), български революционер

Свързани с Куратица
- Адем Байрамов (вер. псевдоним), член на селския революционен комитет[14]